# Marc Achenbach
Marc Achenbach (* 1976 in Frankfurt am Main) ist ein deutscher Kameramann.
Marc Achenbach studierte Film und Medien mit dem Schwerpunkt Kamera an der Filmakademie Baden-Württemberg in Ludwigsburg von 1999 bis 2005. Im Jahre 2003 erhielt er ein Stipendium und besuchte die Filmmaking Masterclass an der UCLA in Los Angeles. Seit dieser Zeit ist er als Bildgestalter im Spielfilm- und Werbebereich tätig. Er ist Mitglied der Deutschen Filmakademie.

## Filmografie (Auswahl)
- 2007: Reine Geschmacksache
- 2011: Rubbeldiekatz
- 2014: Bibi & Tina
- 2014: Bibi & Tina: Voll verhext!
- 2015: Bibi & Tina: Mädchen gegen Jungs
- 2016: Bibi & Tina: Tohuwabohu Total
- 2018: Asphaltgorillas
- 2018: Wuff – Folge dem Hund
- 2019: Wie gut ist deine Beziehung?
- 2020: Hello Again – Ein Tag für immer
- 2021: Bekenntnisse des Hochstaplers Felix Krull
- 2022: Der Räuber Hotzenplotz
- 2023: Blood & Gold
- 2024: Spieleabend
- 2025: Fall for Me